# Walter Ulbricht
Walter Ulbricht (Leipzig, 30 de junho de 1893 – Groß Dölln, 1 de agosto de 1973) foi um político alemão, membro do Partido Comunista da Alemanha (KPD) e depois secretário-geral do Partido Socialista Unificado (SED), que resultou da fusão forçada pelos soviéticos do Partido Social-Democrata da Alemanha (SDP) com o Partido Comunista da Alemanha (KDP), na República Democrática Alemã. Ocupou o cargo de Presidente do Conselho de Estado da República Democrática Alemã entre 12 de setembro de 1960 e 1 de agosto de 1973. Foi o responsável por mandar fazer o Muro de Berlim, embora dois meses antes tivesse negado tal intenção. Apoiou a intervenção soviética na Checoslováquia, durante a Primavera de Praga, mandando inclusive tropas da RDA para pôr fim ao levantamento liberal na Checoslováquia.